# Pau Palou de Comasema i Sánchez
Pau Palou de Comasema i Sánchez (Palma, 1820 - 1884) va esser un hisendat i militar carlista mallorquí.
Va néixer a Palma en 1820. Baldament la seva escassa edat, va participar en la primera guerra carlista a les ordes de Ramon Cabrera i, a causa del seu destacat comportament, va esser citat molts de pics a l'Orde del dia. En 1839 no va acceptar el conveni de Vergara i va emigrar a França, des d'on va tornar anys després a Mallorca. Més tard els lliberals ho varen recloure a les presons de Palma, però a causa de la seva popularitat a l'illa, va rebre nombroses visites de persones de totes les classes socials que varen acudir a demostrar-li el seu afecte.
En 1859 va formar part de la comissió que havia de proposar les bases generals per les reformes del plànol geomètric de Palma.
Va esser un dels firmants que l'any 1865 va elevar a n'Isabel II una petició contra el reconeixement per part d'Espanya de l'unificat regne d'Itàlia.
En 1874, durant la tercera guerra carlista, per orde governativa va esser tancat al castell de Bellver amb altres carlistes mallorquins. Després va esser desterrat a Terol i li varen esser embargats els seus béns.
Va morir el 13 de juny de 1884. Va acudir al seu enterrament un gran nombre de persones per les moltes simpaties que tenia a la societat palmesana. A la seva mort va rebre elogis inclús dels seus adversaris polítics. Mantenia estreta amistat amb el dirigent carlista mallorquí Josep Quint Zaforteza i Togores.